# Mycetophila tacuensis
Mycetophila tacuensis är en tvåvingeart som beskrevs av Lane 1952. Mycetophila tacuensis ingår i släktet Mycetophila och familjen svampmyggor. Inga underarter finns listade i Catalogue of Life.